# Evelyn Pierrepont, 2. vévoda z Kingstonu
Evelyn Pierrepont, 2. vévoda z Kingstonu (Evelyn Pierrepont, 2nd Duke of Kingston upon Hull, 2nd Marquess of Dorchester, 6th Earl of Kingston upon Hull, 6th Viscount Newark, 6th Baron Pierrepont) (1711 – 23. září 1773, Bath, Anglie) byl britský dvořan a generál ze staré šlechtické rodiny. V roce 1726 zdědil titul vévody a rozsáhlý majetek v hrabství Nottinghamshire. Jako voják se vyznamenal při potlačení jakobitského povstání v roce 1745, později dosáhl hodnosti generála. Zemřel jako poslední svého rodu, majetek a jméno Pierrepont později převzala spřízněná rodina Medowsů.

## Životopis

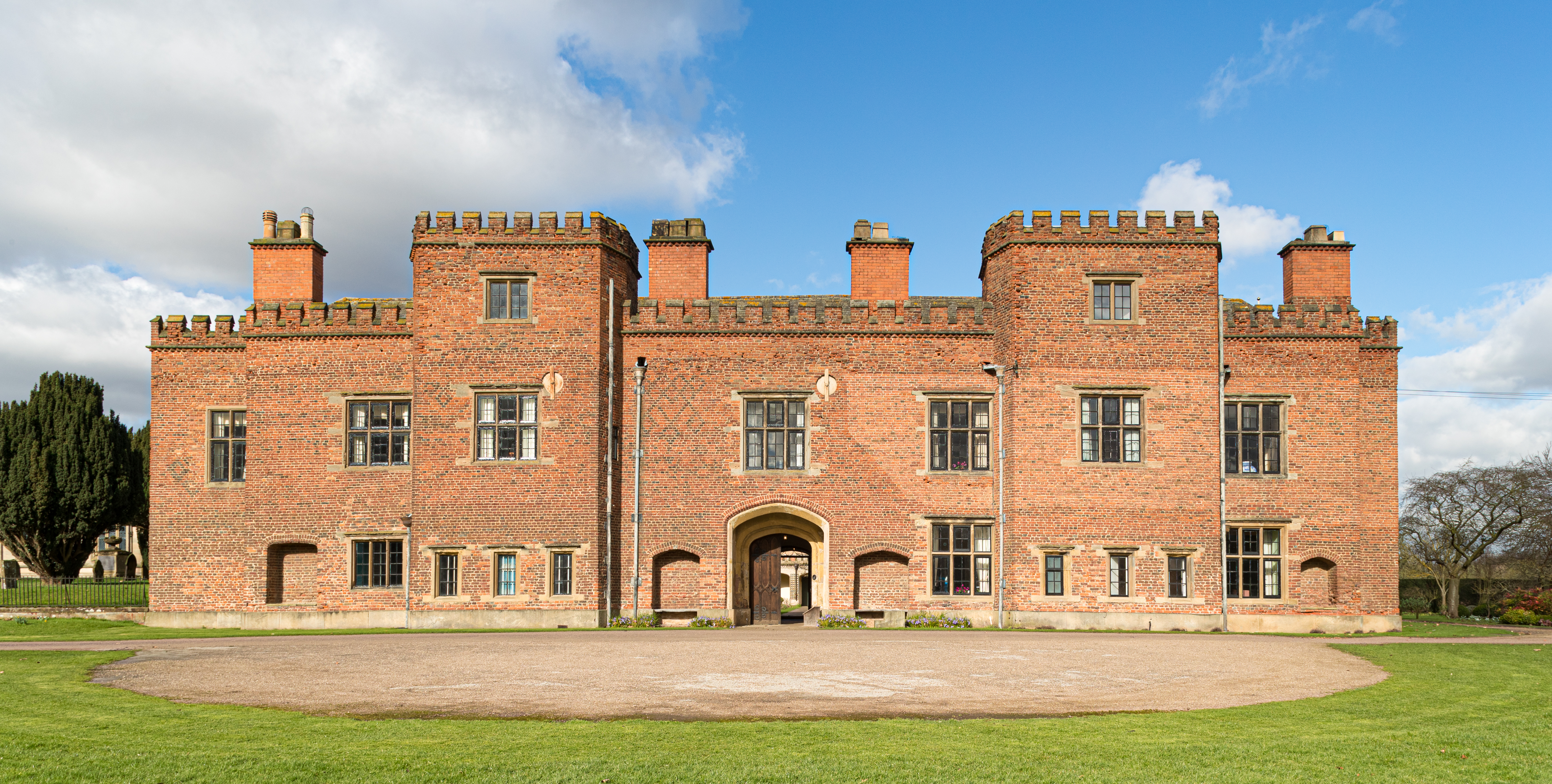
Zámek Holme Pierrepont Hall (Nottinghamshire)

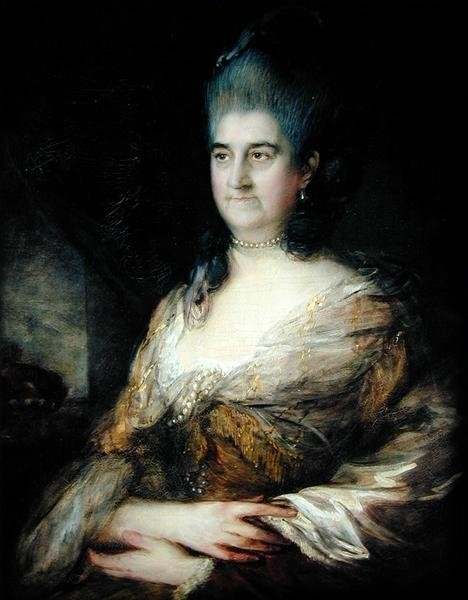
Elizabeth, vévodkyně z Kingstonu, rozená Chudleigh (portrét od Thomase Gainsborougha), 18. století

Pocházel ze starého šlechtického rodu Pierrepontů, byl vnukem 1. vévody z Kingstonu a narodil se jako syn předčasně zemřelého Williama Pierreponta, hraběte z Kingstonu (1692–1713). Studoval v Etonu a deset let strávil v Evropě, proslul svým nevázaným stylem života a jako hazardní hráč. V roce 1726 zdědil titul vévody z Kingstonu, do Sněmovny lordů vstoupil až po návratu do Anglie v roce 1735. V letech 1738–1744 zastával dvorský post správce smečky královských loveckých psů, od roku 1741 byl komořím Jiřího II. a v roce 1741 získal Podvazkový řád. Jako voják vynikl při likvidaci posledního jakobitského povstání ve Skotsku v roce 1745, později dosáhl hodnosti generálmajora (1753), generálporučíka (1759) a generála (1772). Kromě toho byl lordem místodržitelem v hrabství Nottingham (1763–1765), kde vlastnil statky.
Dědictvím po předcích byl zámek Holme Pierrepont Hall (Nottinghamshire), zdejší panství patřilo Pierrepontům od konce 13. století. Hlavním sídlem byl zámek Thoresby Hall (Nottinghamshire), který vyhořel v roce 1746 a 2. vévoda z Kingstonu jej nechal přestavět v letech 1767–1772. Zemřel v lázních Bath jako poslední svého rodu a jím zanikl titul vévody z Kingstonu.
V roce 1769 se oženil s Elizabeth Chudleigh (1721–1788), která byla již předtím tajně provdána za 3. hraběte z Bristolu a její první manželství nebylo rozvedeno. Po bezdětné smrti 2. vévody z Kingstonu proti ní zahájili soudní proces příbuzní Medowsové, kteří zpochybnili její nárok na dědictví. První přelíčení ve Westminsteru se konalo za široké účasti veřejnosti v roce 1775, Elizabeth byla nakonec odsouzena za bigamii a uprchla do Německa. Dědické nároky obhájili Medowsové, kteří později přijali jméno Pierrepont.